# فرع (تصنيف)
الفرع في التصنيف العلمي للأحياء إحدى دركات المملكة وهي منزلة تصنيفية تعلو القسم وتقبع بين المملكة والشعبة.وليس لها لاحقة لاتينية محددة ومن أمثلة الفروع في الحيوانات ثنائيات التناظر وفي مملكة النبات النباتات الأرضية والطحالب الخضراء.